# اسپرزتو
اسپرزتو (به انگلیسی: Spurstow) یک روستا و محله مدنی در بریتانیا است که در چشر شرقی واقع شده‌است. اسپرزتو ۴۱۳ نفر جمعیت دارد.